# Scarabaeus irakensis
Scarabaeus irakensis är en skalbaggsart som beskrevs av Stolfa 1938. Scarabaeus irakensis ingår i släktet Scarabaeus och familjen bladhorningar. Inga underarter finns listade i Catalogue of Life.